# Austro Fiat AFN
Der Austro Fiat AFN war eine Lastwagentype für 1,5 Tonnen Nutzlast der Österreichischen Automobilfabrik (ÖAF-Austro Fiat).

## Geschichte

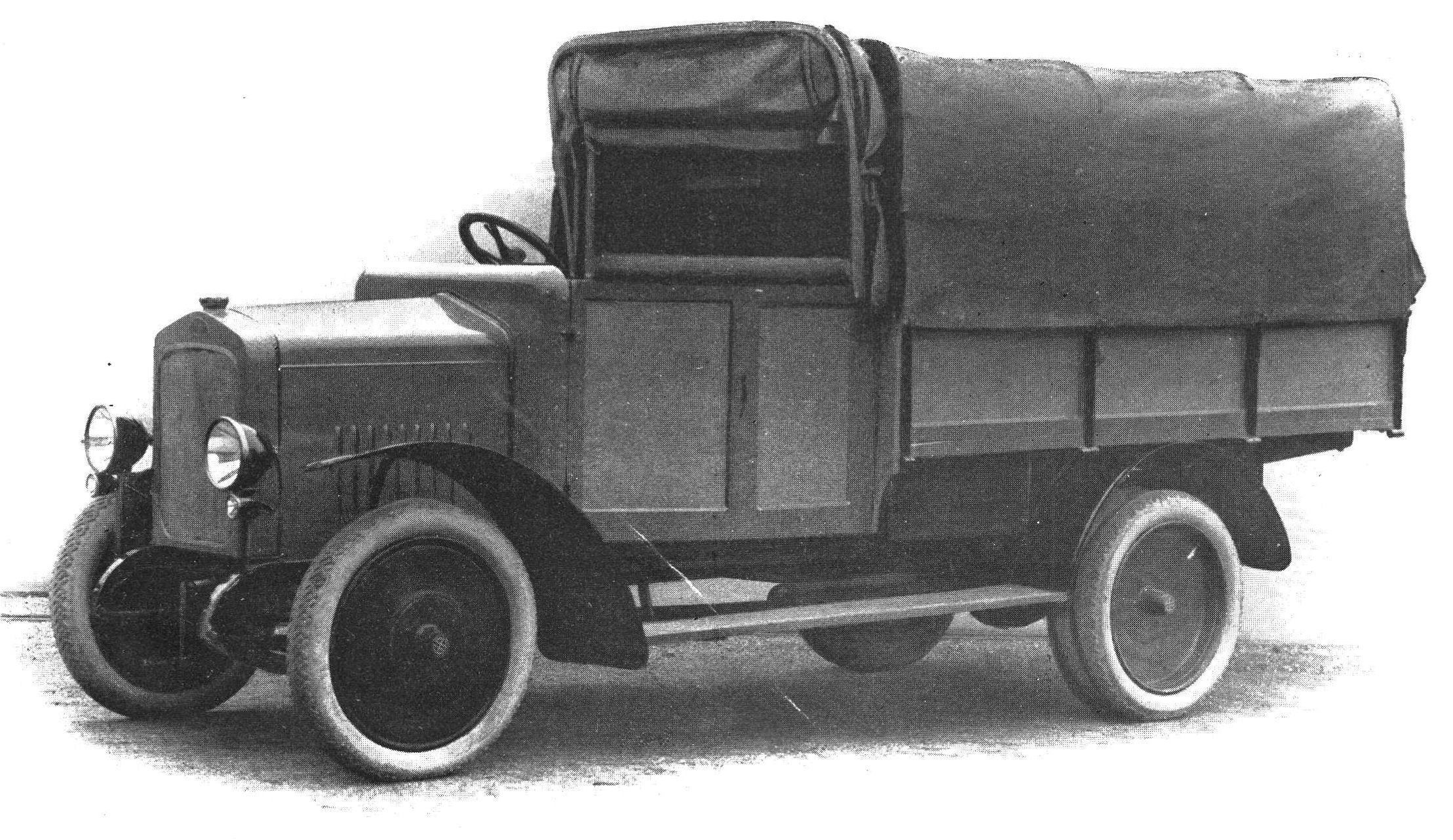
Als LKW mit Planendach und offenem Führerhaus (1924)

Die als „Schnell-Lastwagen“ bezeichnete Type 9/32 wurde zur Wiener Frühjahrsmesse 1924 vorgestellt. Der AFN war eine Weiterentwicklung der Typen AF und ITCR und zeichnete sich durch einen verstärkten und verlängerten Rahmen sowie eine höhere Motorleistung aus.
Der Austro Fiat AFN entwickelte sich in der Folgezeit zu einem sehr beliebten LKW, welcher in zahlreichen Ausführungen gebaut wurde. Im September 1927 lief bereits der Tausendste AFN vom Band.
Vor allem als Feuerwehrauto war der AFN ein sehr verbreitetes Fahrzeug, in der Bauform AFNP von Rosenbauer besaß das Fahrzeug eine vom Motor angetriebene Vorbaupumpe. Bei der Type AFNS war die Pumpe am Fahrzeugheck montiert, was auch einen Einsatz als Sprengwagen und Kehrmaschine zuließ. Ebenso war der Austro-Fiat AFN als Lieferwagen, wie beispielsweise für Manner, Ankerbrot, der Wiener Molkerei und der Salzburger Stiegl-Brauerei sehr gefragt. Vor allem als wendiger Omnibus für den Stadtverkehr zeichnete sich der AFN als ideales Fahrzeug aus, wie z. B. bei der Salzburger Allbus, den Grazer- und den Wiener Verkehrsbetrieben sowie als Postbus.
Die Österreichische Post verfügte zudem über Paketlieferwagen auf Basis des AFN, die von Rohrbacher karrossiert wurden.

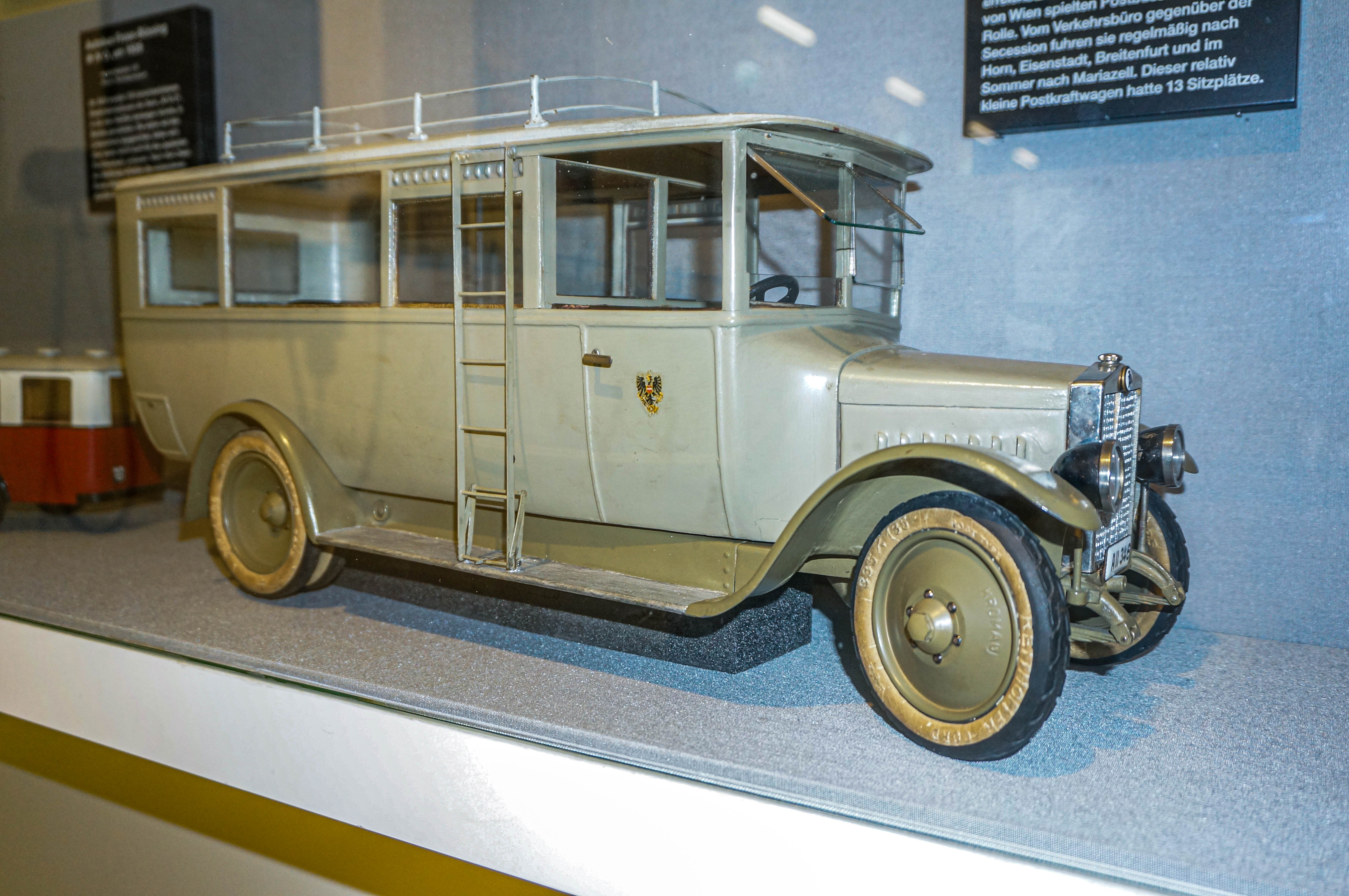
Ein Modell eines AFN 9/36 -Postbusses

Auch in kleineren Städten wie St. Pölten und Baden bei Wien kam der AFN als Stadtomnibus zum Einsatz und ersetzte im Falle Badens sogar die Ringlinie der dortigen Straßenbahn. Die Ausführung „Salzburg“ der Type AFN lang-nieder mit 3.600 mm Radstand bot beispielsweise Platz für 17 Fahrgäste. Auch auf steilen Bergpässen wie dem Triebener Tauern oder dem Pordoijoch machte der AFN aufgrund seiner Steigfähigkeit eine gute Figur. Für winterliche Einsätze am Fernpass wurde ein AFN-Bus ferner mit einem Raupenfahrwerk ausgerüstet.
Auch die Gemeinde Wien hatte AFN-Fahrzeuge im Bestand, beispielsweise als Müllauto oder Rüstwagen der Straßenbahn. Die Feuerwehr der Stadt Wien besaß mehrere Hybridfahrzeuge auf AFN-Basis mit Radnabenmotoren in den Vorderrädern.
1929 wurde eine Fertigungslizenz an den ungarischen Hersteller Raba erteilt und 1930 wurde ein Kipper auf Basis des AFN vorgestellt. 1935 wurde ein im Sinne der Modellpflege überarbeiteter AFN mit modernisierter Karosserie und nun 50 PS starkem Motor vorgestellt.
Die verschiedenen, meist hölzernen Aufbauten wurden von dem zur ÖAF gehörenden Karosseriebauunternehmen Weiser & Sohn sowie dem auf Spezialfahrzeuge spezialisierten Unternehmen Wilhelm Knaust & Co., dem Feuerwehrauto-Hersteller Rosenbauer sowie der Karosseriefabrik Oeffag gebaut. Einige der an das Bundesheer gelieferten Fahrzeuge wurden später von der Deutschen Wehrmacht übernommen.
Bedingt durch den Zweiten Weltkrieg kam der Nachfolger erst im Jahr 1951 in Form des mit einem 50 PS starken 2,9 Liter-Dieselmotor ausgestatteten „Schnellastwagen“ ÖAF 2 D 50 für zwei Tonnen Nutzlast auf den Markt.
Heute existieren noch einige Exemplare des AFN als historische Feuerwehrautos, viele davon fahrbereit.

### AFN Spezial
1933 wurden mit dem AFN Spezial eine auf 2,5 Tonnen Nutzlast verstärkte Version vorgestellt, die eine modernisierte Variante der bewährten Konstruktion darstelle. Unter anderem wurde der Rahmen durch eine Kreuztraverse verstärkt, ebenso kamen eine verbesserte Federung und hydraulische Bremsen zum Einbau. Der Motor leistete nun 55 PS (40 kW) bei 2.200/min.
Schwestertypen waren der kleinere AFL für 1,25 Tonnen Nutzlast und der größere AF-25 für 3–3,5 Tonnen Nutzlast.

## Technik

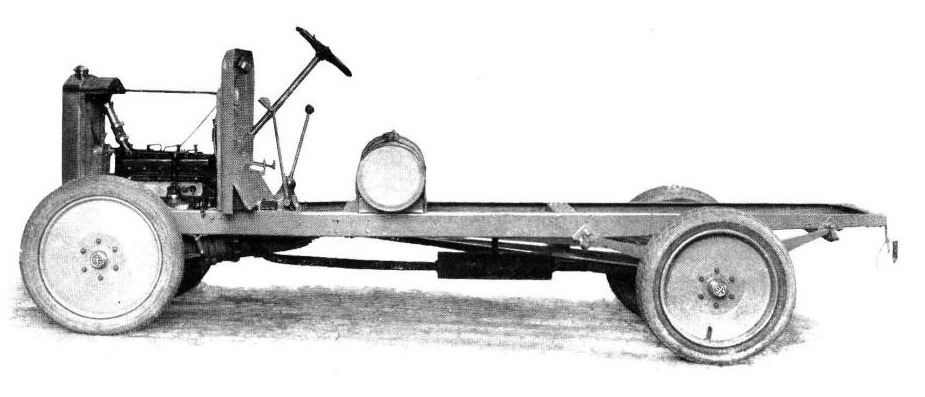
Chassis (1924)

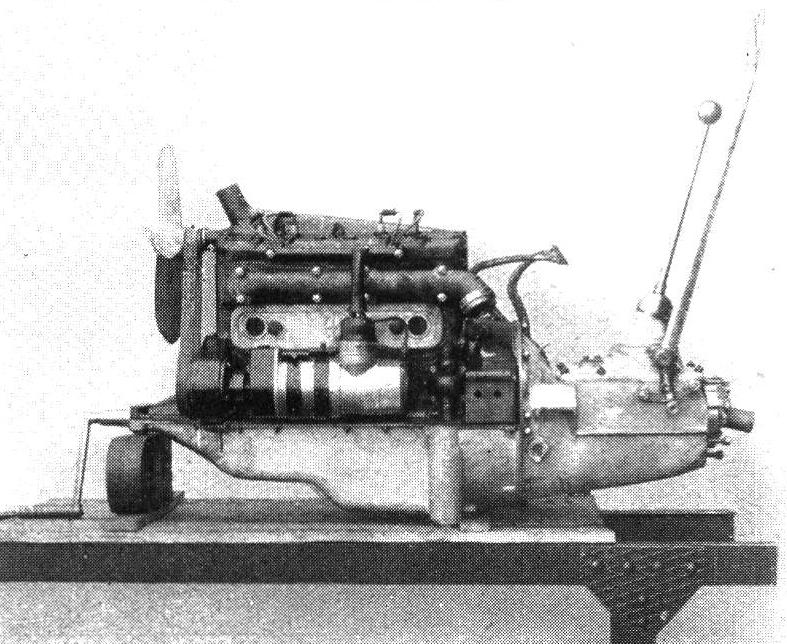
Der Motor des AFN

Der Austro Fiat AFN hat einen Leiterrahmen mit einem Radstand von 3100 mm und Halbelliptikfedern an den Achsen. In der Ausführung „AFN lang“ beträgt der Radstand 3600 mm und die größte mögliche Länge 5200 mm. Der Rahmen war auf 2200 kg ausgelegt, so dass eine zulässige Nutzlast von 1500 kg ermöglicht wurde. Ferner gibt es noch die speziell für Autobusse gedachte Ausführung „AFN nieder“ mit gekröpftem Rahmen und untenliegender Federung. Diese beiden Ausführungen wurden auch kombiniert. Die Type „AFNK“ zeichnete sich durch eine spezielle weiche Federung als Basis für Krankenwagen aus.
Der Motor aus dem Pkw Austro Fiat AF1 wurde für den AFN adaptiert. Er ist in der ersten Ausführung ein Reihenvierzylinder-SV-Ottomotor mit einer Bohrung von 84,5 mm und einem Hub von 110 mm, entsprechend einem Hubraum von 2460 cm³. Er leistet 32 PS (23 kW) bei 2200/min. 1930 wurde die Motorleistung auf 42 PS bei einem auf 2850 cm³ vergrößerten Hubraum erhöht, die Motorleistung wurde 1935 nochmals auf 50 PS gesteigert. Alle Zylinder sind in einem Block gegossen, der Zylinderkopf ist abnehmbar. Der Motor ist mit einer Umlaufschmierung System Friedmann, Zenithvergaser (mit zusätzlichem Handgashebel am Lenkrad) sowie Thermosiphonkühlung ausgestattet. Statt einer Benzinpumpe wurde ein Saugförderer eingebaut, der die Saugwirkung des arbeitenden Motors (Unterdruck im Ansaugrohr) zur Benzinförderung nützt. Der Brennstoffbehälter an der Spritzwand fasst 56 Liter. Ein Brennstoffbehälter mit 115 Liter Inhalt unter dem Fahrersitz war ebenso bestellbar. Die kombinierte Start- und Lichtmaschine stammt von Bosch.
Die Kraftübertragung erfolgt über eine Einscheibentrockenkupplung und einem Viergang-Getriebe mit Rückwärtsgang an die Hinterachse. Das Kardangelenk ist direkt am Getriebegehäuse angebaut. Die Hinterachse ist als Brückenachse aus gepresstem Stahlblech ausgeführt. Fuß- und Handbremse sind Innenbackenbremsen und wirken auf die Hinterachse, später kam eine hydraulische Bremskraftverstärkung zum Einbau. Die Lenkung ist bei allen Typen eine Schneckenlenkung.
Die Höchstgeschwindigkeit beträgt 50 km/h in der Ebene. Besonders gerühmt wurde die Steigfähigkeit des AFN bei Steigungen bis zu 20 Prozent.

## Bilder

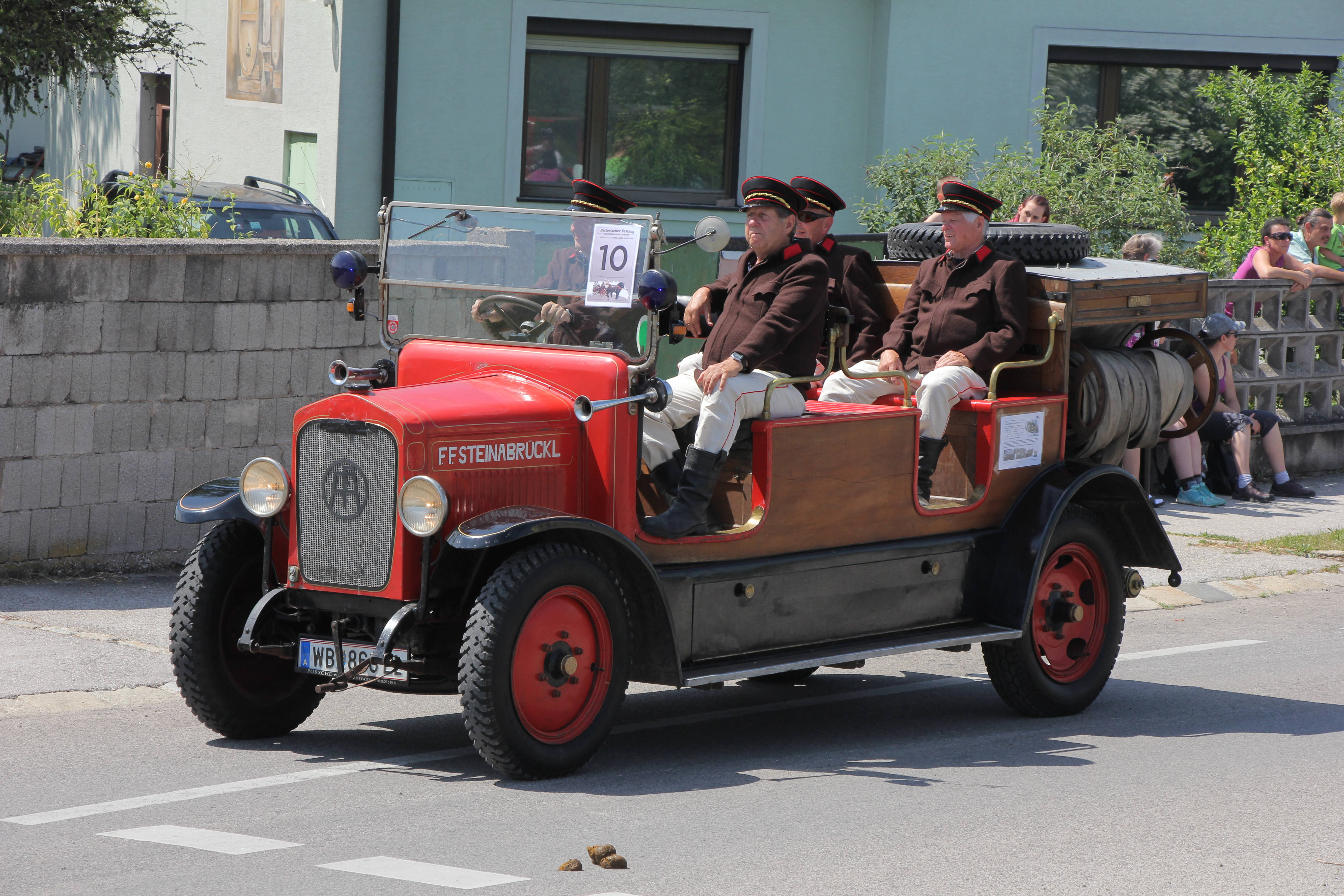
AFN 9/32 als Feuerwehrauto der FF Steinabrückl (Bj. 1924)
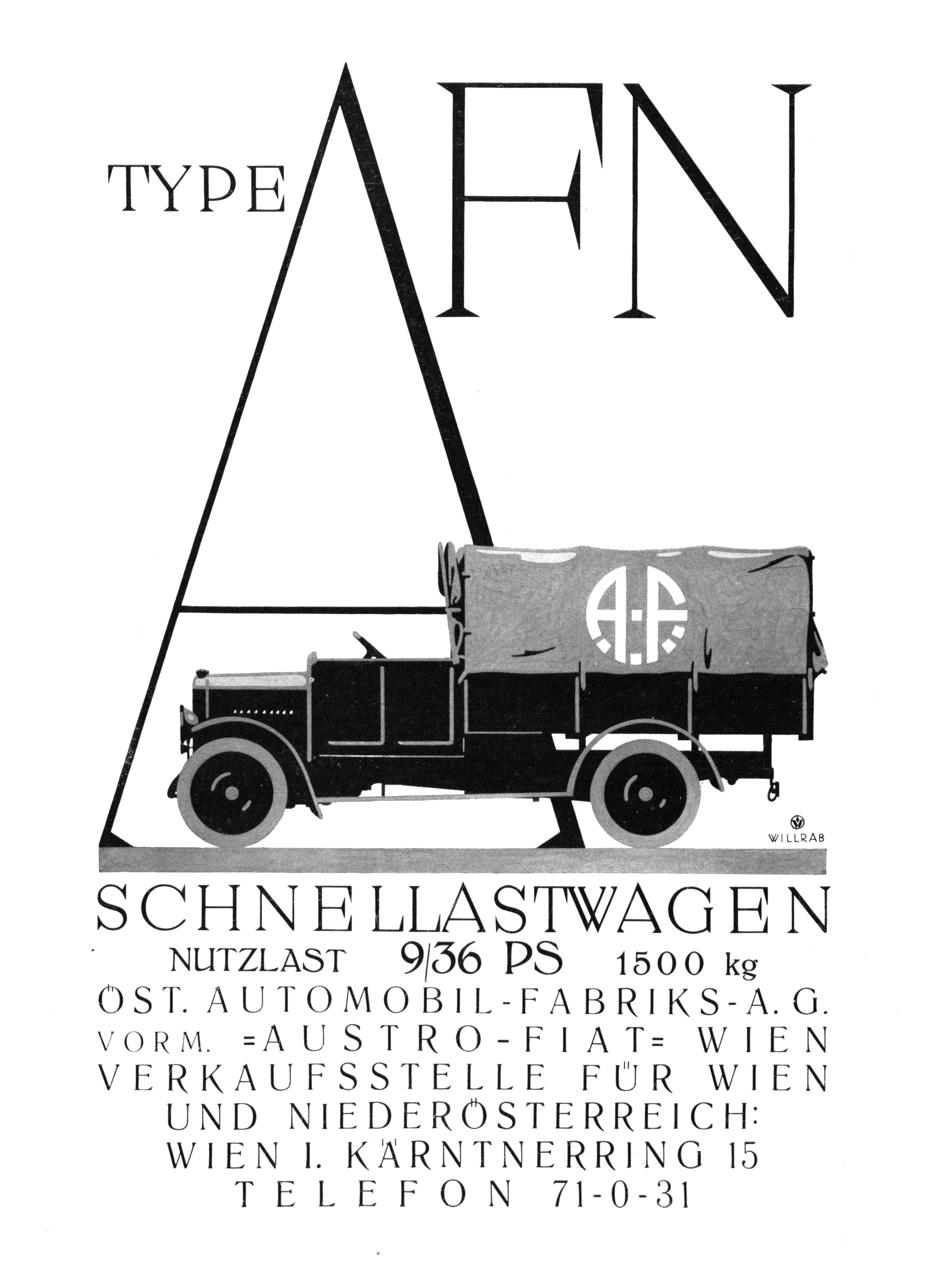
Werbeanzeige für den AFN (1925)
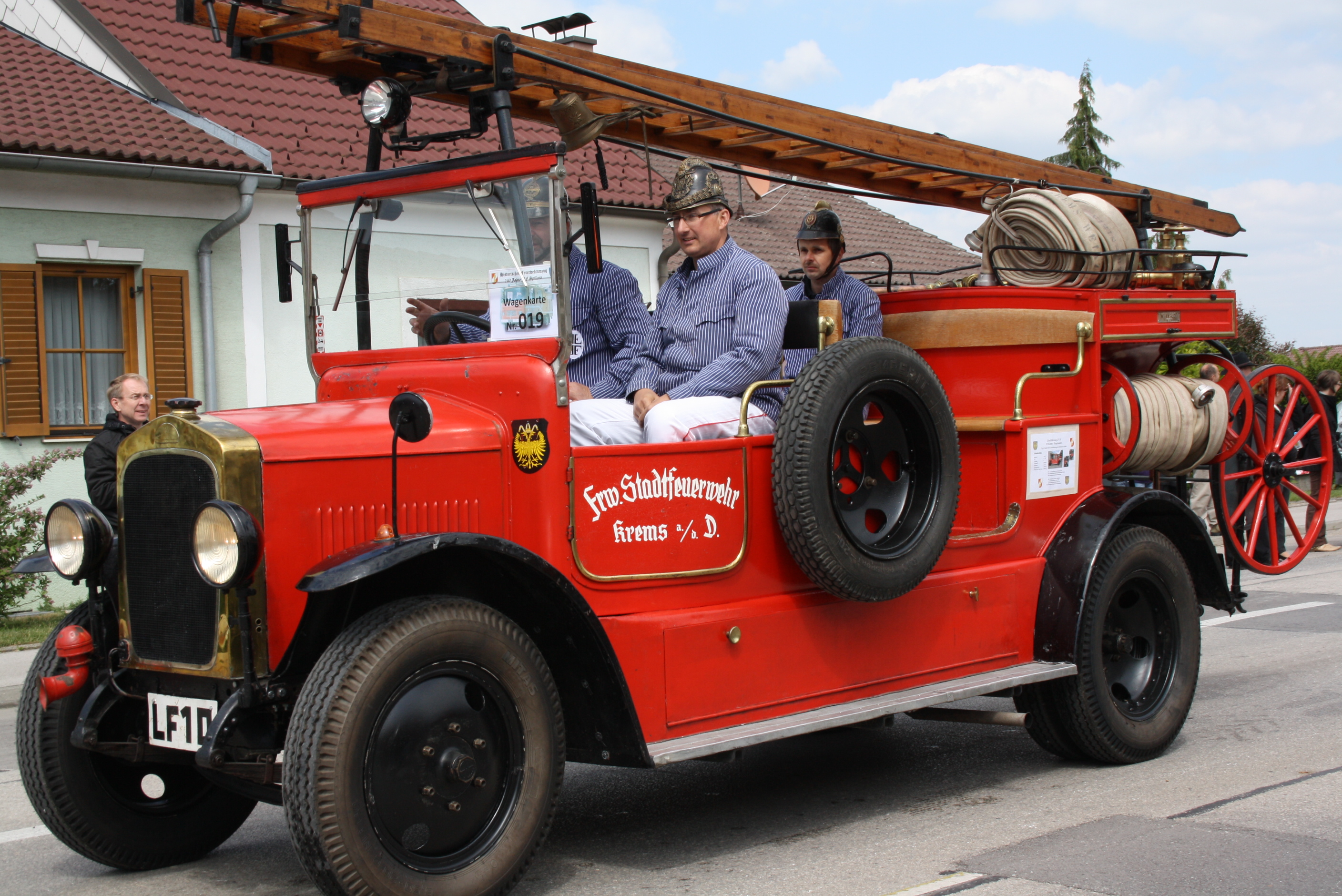
AFN der Feuerwehr Krems (um 1925)
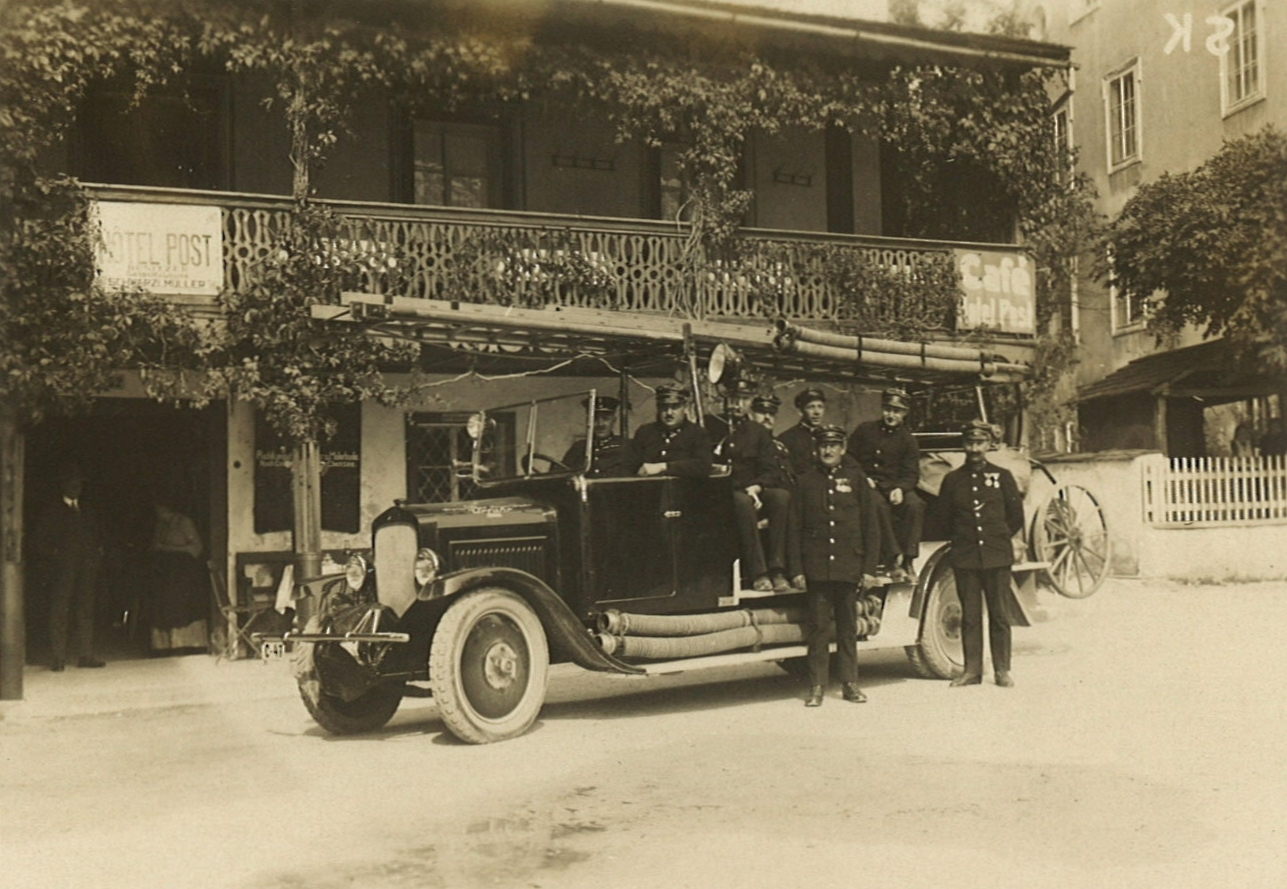
AFN-Feuerwehrauto der FF Urfahr (um 1925)
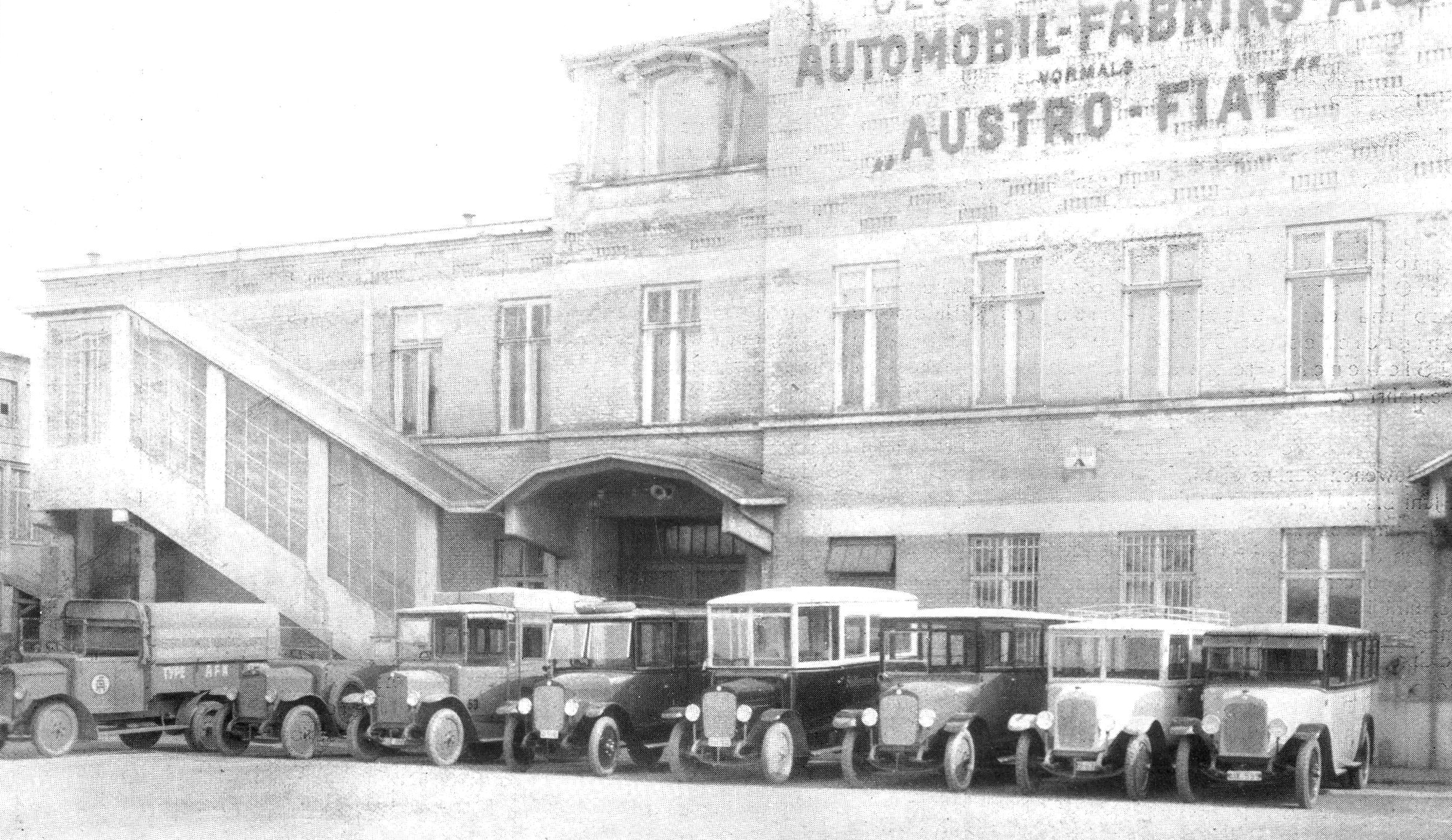
Verschiedene Typen von AFN LKW und Bussen vor der Fabrik in Wien-Floridsdorf (1926)
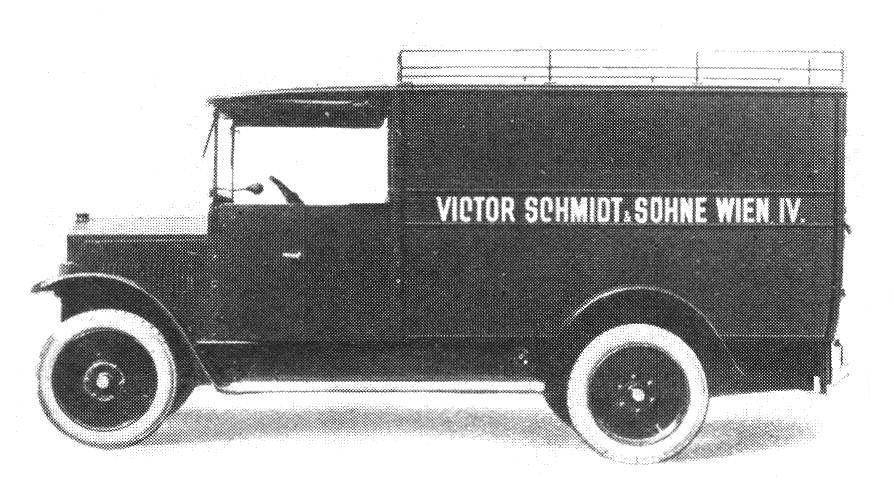
Lieferwagen von Victor Schmidt & Söhne (1926)
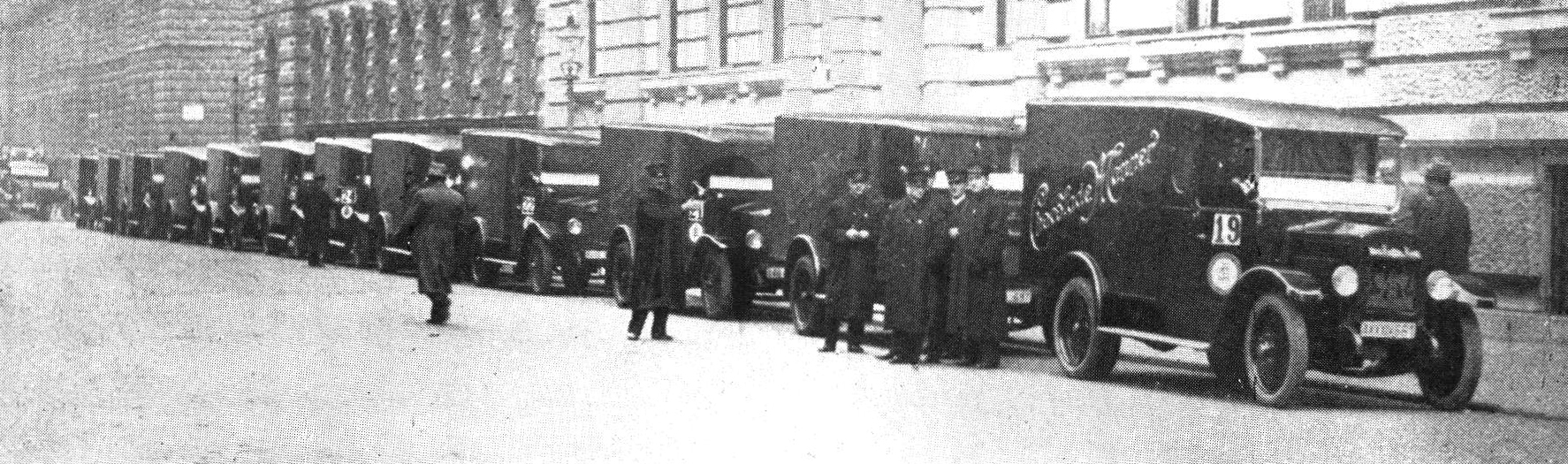
AFN-Lieferwagen des Süßwarenunternehmens Manner (1928)
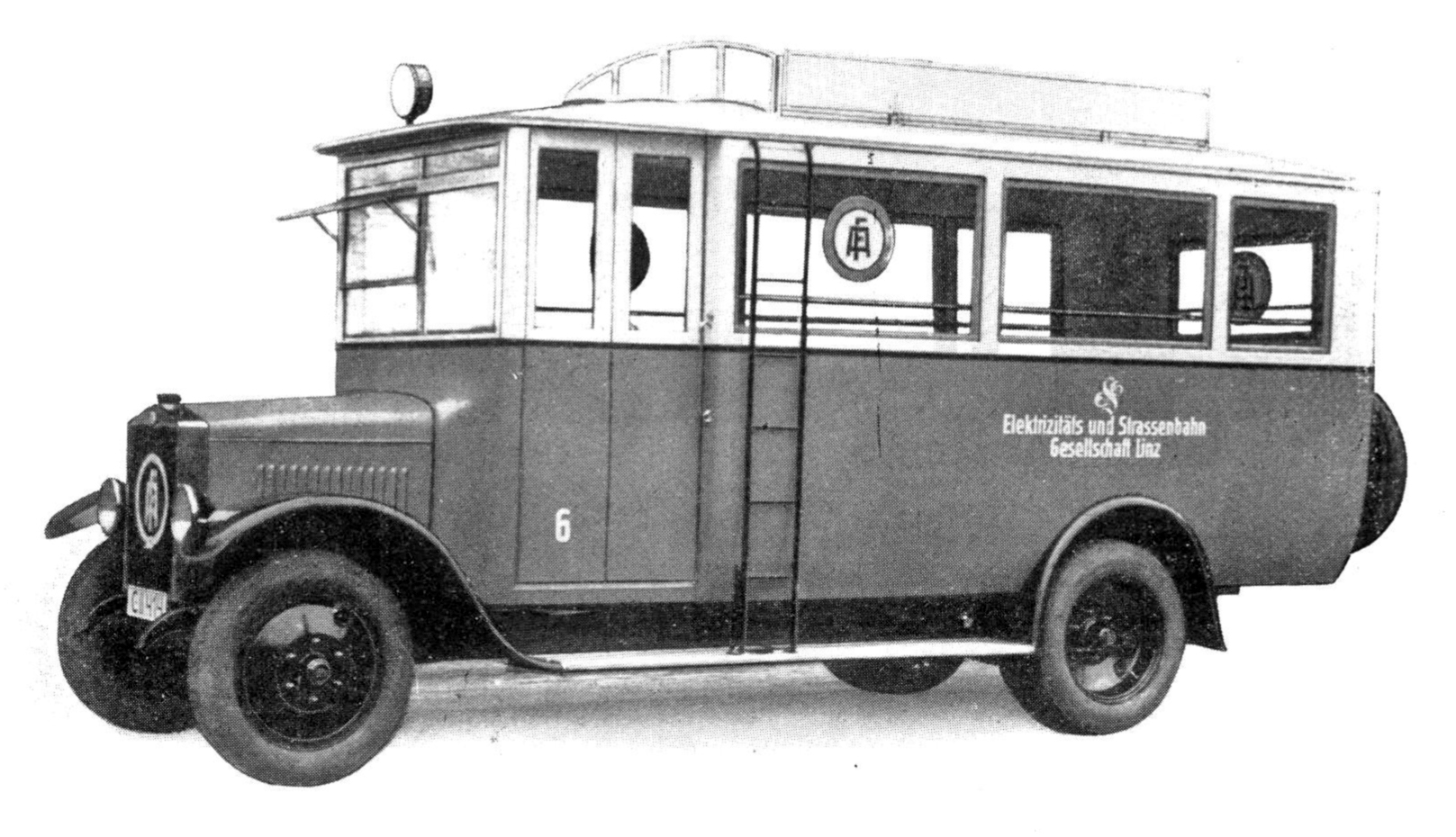
AFN Autobus der Linzer Elektrizitäts- und Straßenbahn-Gesellschaft (1928)
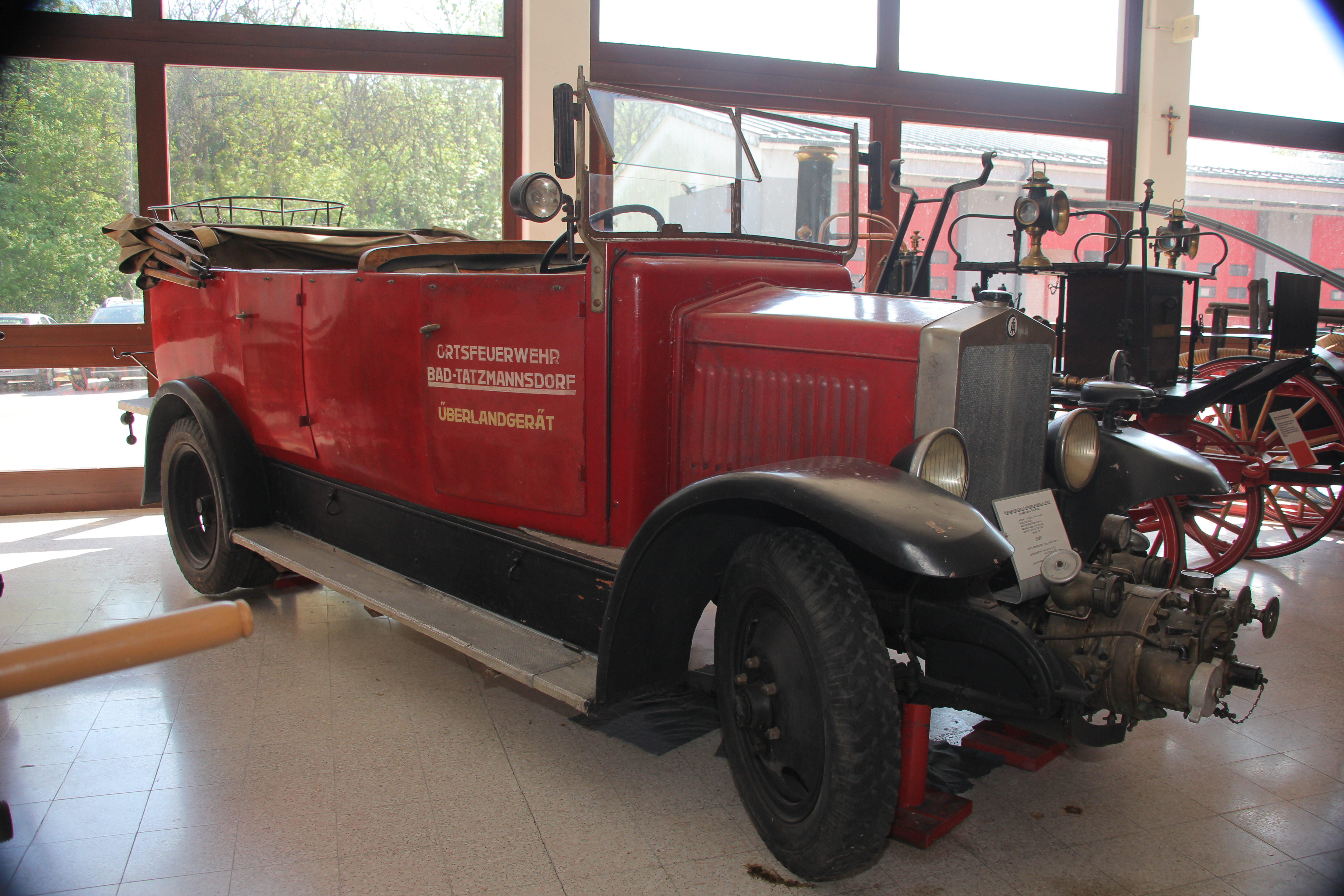
AFNP der FF Bad Tatzmannsdorf mit Vorbaupumpe (Bj. 1929)
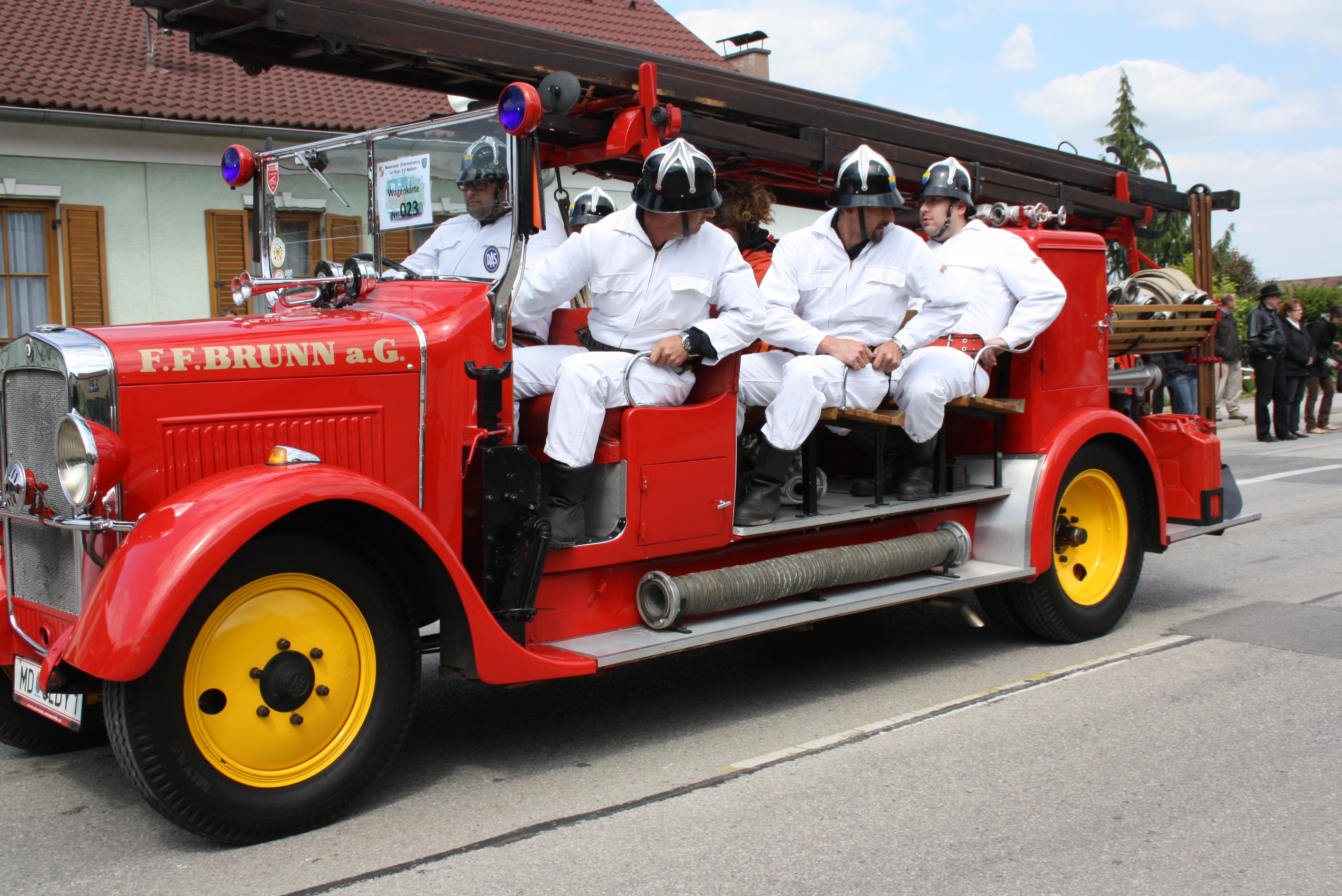
AFN der Feuerwehr Brunn am Gebirge (Bj. 1934)